# Il sopravvissuto (programma televisivo)
Il sopravvissuto (Survivorman) è un programma televisivo canadese in onda a partire dal 2004, che ha come protagonista Les Stroud, esperto di sopravvivenza.
Le prime tre stagioni sono andate in onda per la prima volta sul canale canadese Outdoor Life Network (OLN) dal 13 ottobre 2004 al 19 dicembre 2009. Nel resto del mondo è stato trasmesso dalla Discovery Communications, sui canali Discovery Channel e Science Channel (in Italia chiamato Discovery Science). Negli Stati Uniti è cominciato il 6 aprile 2005 ed è terminato il 19 dicembre 2008. In Italia il programma va in onda in chiaro su DMAX dal 2012 con il titolo originale Survivorman (la terza stagione è cominciata il 9 agosto).

## Puntate

### Prima stagione
| nº | Titolo originale       | Titolo italiano | Prima TV USA   | Prima TV Italia |
| -- | ---------------------- | --------------- | -------------- | --------------- |
| 1  | Canadian Boreal Forest |                 | 6 aprile 2005  |                 |
| 2  | Arizona Desert         |                 | 13 aprile 2005 |                 |
| 3  | Costa Rica             |                 | 20 aprile 2005 |                 |
| 4  | Georgia Swamp          |                 | 27 aprile 2005 |                 |
| 5  | Canadian Arctic        |                 | 4 maggio 2005  |                 |
| 6  | Mountain               |                 | 11 maggio 2005 |                 |
| 7  | Canyonlands            |                 | 18 maggio 2005 |                 |
| 8  | Plane Crash            |                 | 25 maggio 2005 |                 |
| 9  | Lost at Sea            |                 | 1º giugno 2005 |                 |
| 10 | Behind the Scenes      |                 | 8 giugno 2005  |                 |

### Seconda stagione
| nº | Titolo originale  | Titolo italiano        | Prima TV USA      | Prima TV Italia |
| -- | ----------------- | ---------------------- | ----------------- | --------------- |
| 1  | Kalahari          | Kalahari               | 10 agosto 2007    |                 |
| 2  | Amazon            | La foresta amazzonica  | 17 agosto 2007    |                 |
| 3  | Labrador          | Labrador               | 24 agosto 2007    |                 |
| 4  | African Plains    | Le pianure dell'Africa | 31 agosto 2007    |                 |
| 5  | Alaska            | Alaska                 | 7 settembre 2007  |                 |
| 6  | South Pacific     | Pacifico del sud       | 14 settembre 2007 |                 |
| 7  | Behind the Scenes |                        | 21 settembre 2007 |                 |

### Terza stagione
| nº | Titolo originale              | Titolo italiano             | Prima TV USA     | Prima TV Italia   |
| -- | ----------------------------- | --------------------------- | ---------------- | ----------------- |
| 1  | Sierra Nevada                 | Sierra Nevada               | 7 novembre 2008  | 8 agosto 2009     |
| 2  | Colorado Rockies              | Colorado: Montagne Rocciose | 14 novembre 2008 | 15 agosto 2009    |
| 3  | Arctic Tundra                 | Tundra artica               | 21 novembre 2008 | 22 agosto 2009    |
| 4  | Temagami Hunting (Deep Woods) | Nel folto della foresta     | 5 dicembre 2008  | 29 agosto 2009    |
| 5  | Australian Outback            | Entroterra australiano      | 12 dicembre 2008 | 5 settembre 2009  |
| 6  | Papua New Guinea              | Papua Nuova Guinea          | 19 dicembre 2008 | 12 settembre 2009 |

### Survivorman 10 Days
| nº | Titolo originale              | Titolo italiano | Prima TV USA   | Prima TV Italia |
| -- | ----------------------------- | --------------- | -------------- | --------------- |
| 1  | Norway Mountain - Part 1      |                 | 30 giugno 2012 |                 |
| 2  | Norway Mountain - Part 2      |                 | 7 luglio 2012  |                 |
| 3  | Tiburon Island Coast - Part 1 |                 | 14 luglio 2012 |                 |
| 4  | Tiburon Island Coast - Part 2 |                 | 21 luglio 2012 |                 |